# Тузик Ігор Миколайович
Ігор Миколайович Тузик (рос. Игорь Николаевич Тузик; нар. 13 листопада 1943, Москва, СРСР) — радянський хокеїст і тренер.

## Ігрова кар'єра
Виступав за команди «Динамо» (Москва), «Динамо» (Київ) і «Крила Рад» (Москва). Другий призер чемпіонату СРСР 1962 року. Майстер спорту СРСР (1987). У складі студентської збірної — переможець двох зимових Універсіад (1966, 1968).

## Тренерська діяльність
На посаді головного тренера працював у командах:
- 1974—1976 — молодіжна збірна СРСР (U20) — переможець неофіційних чемпіонатів світу 1975, 1976
- 1976—1981 — «Крила Рад» (Москва) — володар Кубка європейських чемпіонів 1977, третій призер чемпіонату СРСР 1978, володар кубка Шпенглера 1979
- 1982—1982 — молодіжна збірна СРСР (U20)
- 1983—1984 — «Динамо» (Москва)
- 1993—1994 — «Динамо» (Москва) — другий призер чемпіонату Міжнаціональної хокейної ліги 1994
- 1995—1996 — «Кур» (Швейцарія)

Заслужений тренер РРФСР (1978). Заслужений тренер СРСР (1990).